# Скорбященское кладбище
Скорбященское кладбище — кладбище на территории Октябрьского района города Рязани. Расположено вдоль Скорбященского и Старообрядческого проездов.

## История
Кладбище возникло в конце XVIII века, получив своё название от более старинного одноимённого кладбища, располагавшегося неподалёку. В 1784 году под места захоронения была выделена земля и рядом построено первое здание Скорбященского храма (тогда ещё деревянное).
В 30-х годах XX века территория Скорбященского кладбища (в районе старообрядческого храма) стала местом захоронения жертв политических репрессий. Территория церкви была огорожена, а в двух кирпичных домах, рядом с храмом, были поселены семьи сотрудников Рязанского управления НКВД. В 1937 и 1938 годах в церковных подвалах, находящихся под зданиями производились тайные захоронения расстрелянных, тела которых привозили ночью на грузовиках. Жертвы репрессий увековечены мраморной доской на Стене памяти у входа на территорию Старообрядческой церкви с надписью: «Это не должно повториться! В братской могиле за этой стеной покоится прах жертв политических репрессий 30-х годов в Рязани».
В годы Великой Отечественной войны на Скорбященском кладбище хоронили военнослужащих, умерших в госпиталях Рязани и погибших при выполнении воинского долга в первые годы после неё, а также эвакуированных из Ленинграда, но скончавшихся от последствий блокады. Данные участки некрополя стали именоваться Мемориальным (военным, братским) кладбищем и Ленинградским кладбищем.
Центральная аллея кладбища, получившая название Аллеи почетных захоронений или Аллеи Славы, является местом упокоения наиболее заслуженных рязанцев: Героев Советского Союза и Социалистического труда, видных деятелей науки, искусства и др.

## Мемориальный комплекс
В 1985 году в ознаменование 40-летия Великой Победы в парке, прилегающем ко входу на Военное кладбище, по проекту рязанских архитекторов Н. Н. Истомина, А. В. Буслакова, В. Л. Сытых, скульптора Б. С. Горбунова был построен мемориал. Его возведение стало всенародной стройкой.
При входе в парк возвышается массивная арка, на фасаде которой начертано: «Бессмертен отдавший жизнь за свободу Родины». Посетителей Мемориала встречает также звонница с колоколами и надписью «Память павшим воинам», Вечный огонь, стена памяти, бронзовый барельеф с изображением батальных сцен.
На месте захоронений павших в годы ВОВ установлены надмогильные плиты с указанием имен и званий погребенных, а в каждом ряду с интервалом в пять метров высажены вечнозеленые туи.
Недалеко от могил павших воинов возведен ещё один мемориал, посвященный памяти ленинградцев-блокадников, большинство из которых были дети. Фамилии умерших высечены на плитах, расположенных справа и слева от мемориала.
На территории мемориалов находятся могилы более чем 2 тысяч солдат и ленинградцев. Здесь проходят торжественные мероприятия, посвящённые Великой Отечественной войне, принятие присяги сотрудниками силовых ведомств.

## Храмы и часовни
На территории кладбища расположены:
- Скорбященский храм (Рязанская епархия).

В 1807 году на средства надворного советника купца Петра Алексеевича Мальшина вместо деревянной Скорбященской церкви была построена новая каменная, с главным престолом в честь иконы Божией Матери «Всех скорбящих Радость». Церковь никогда не закрывалась, и с конца 1930-х годов до 1947 года оставалась единственным действующим храмом на территории Рязани. Её настоятелем с 1935 по 1944 год и в 1946 году был протоиерей Борис Скворцов (с 1965 года — епископ Рязанский и Касимовский Борис). В настоящее время в храме также регулярно совершаются богослужения, при храме работают: воскресная школа для детей и взрослых, приходская паломническая служба и библиотека.
- Старообрядческий храм Успения Пресвятой Богородицы.

Построен в 1910 году на средства рязанского купца Феодота Игнатьевича Масленникова и первоначально был освящён в честь иконы Божией Матери «Всех скорбящих Радость». С 1937 г. по 1945 год церковь была закрыта, в 1949 году богослужения возобновились. В начале 80-х годов церковь была освящена во имя Успения Пресвятой Богородицы. С 1995 года храм не имел собственного священника, но уже с 2000 года в нём совершаются регулярные богослужения.
- Часовня Николая Чудотворца.

Построена в 1885 году помещиком Трофимом Казначеевым на могиле своего брата Николая.
- Часовня блаженной Любови Рязанской.

При содействии наместника Свято-Иоанно-Богословского монастыря архимандрита Авеля (Македонова) построена в 1992 году на могиле Любови Рязанской, (ум. в 1921 г.) причисленной в 1987 году к Собору Рязанских святых, как местночтимая святая.
23 июня 1998 года мощи святой были перенесены в Николо-Ямской храм Рязани, однако часть нетленных останков по-прежнему осталась над её бывшей могилой в часовне.

## Современность
Кладбище является действующим, однако захоронения осуществляются только на Почётной аллее и родственные подзахоронения. 
Кладбище имеет благоустроенный вид, за ним осуществляется постоянный уход. Здесь растут реликтовые липы и клёны, а горожане иногда используют его территорию для прогулок.
Площадь кладбища 49066 кв.м. Количество захоронений более 26 тысяч.

## Топонимы
До октябрьской революции Скорбященское кладбище на берегу реки Лыбедь располагалось на земле Ямской слободы. По расположению Скорбященской церкви и кладбища местность вблизи реки Лыбедь и Ямской слободы называлась Скорбященское поле.
В материалах XLVII очередного Рязанского Уездного Земского Собрания (29 сентября-5 октября 1911 г.) предлагалось образовать новый поселок на Скорбященском поле.
В газете Рабочий клич №104 1929 г. публиковалась новость, что Горсовет разрешил Ямскому земельному обществу использовать в текущем году Скорбященское поле под яровой посев. Скорбященское поле предоставлялось  бесплатно.

## Галерея
- Центральные ворота кладбища
- Вход на мемориальный комплекс
- Вечный огонь на мемориальном комплексе
- Воинские захоронения
- Старообрядческий храм Успения Пресвятой Богородицы
- Захоронение П.А. Мальшина у Скорбященского храма
- Захоронение Е.М. Ротовой (матери Никодима (Ротова))
- Могила Ж.В. Виноградовой
- Могила Г.М. Яхнова
- Могила Г.К. Меркулова
- Могила Е.Н. Каширина
- Могила А.Е. Слюсаря
- Могила А.Н. Ларионова
- Могила М.Ф. Терёхина